# Anna mezi obojživelníky
Anna mezi obojživelníky je americký animovaný televizní seriál stanice Disney Channel. Úvodní díl byl uveden 17. června 2019. Seriál vypráví příběh o třináctileté dívce Anne Boonchuy, která je magicky přemístěna do Amphibie, venkovské bažiny plné žabích lidí.

## Příběh
Seriál sleduje dobrodružství nezávislé a statečné thajsko-americké dívky Anny Boonchuy (Brenda Song). V den svých třináctých narozenin je Anne pod nátlakem vrstevníků donucena ukrást tajemnou hrací skříňku známou jako Calamity Box. Ta ji společně s jejími dvěma nejlepšími kamarádkami, Sashou Waybright (Anna Akana) a Marcy Wu (Haley Tju), magicky přenese do světa Amphibia, divokého bažinatého tropického ostrova plného antropomorfních obojživelníků a hrozivých tvorů. Bohužel jsou od sebe během přesunu odděleny a každá z nich skončí na jiném místě. Anne přistává v lese, Sasha přistává u Toad Tower a Marcy přistává v Newtopii. Annu se ujmou Plantarové, žabí rodina, kterou tvoří vzrušující mladý Sprig nepředvídatelné a dobrodružné mládě pulec Polly a přehnaně ochranitelský a tradiční dědeček Hop Pop, který žije na farmě ve městě Wartwood. Jak se Anna spojuje se svou nově nalezenou rodinou, postupně poznává, co to znamená být hrdinou a rozvíjet skutečné přátelství, a přitom se snaží najít své dvě nejlepší kamarádky a vrátit se domů. Mezitím se Sasha spojí s kapitánem Grimem, vůdcem bojujících ropuch z Toad Tower, kteří se snaží ovládnout svůj domov Frog Valley.
Ve druhé řadě se Anna a Plantarovi vydají na výlet do hlavního města obojživelníků, Newtopie, aby poznali tajemství hudební skříňky a našli způsob, jak dostat Annu domů. Tam se Anna znovu setká s Marcy, která nabídne pomoc při obnově moci krabice prostřednictvím série starověkých zkoušek, aniž by tušila, že vládce Amphibie, král Andrias s nimi tajně má své vlastní plány. Mezitím Sasha a Grime plánují invazi do Newtopie a svržení monarchy, což umožní ropuchům vládnout nad celou Amphibií.
Ve třetí řadě jsou Anna a Plantarovi transportováni do Annina domova na předměstí východního Los Angeles. Anna nyní musí pomoci žabí rodině přizpůsobit se lidskému světu a udržet jejich identitu v tajnosti a zároveň hledat způsob, jak se vrátit do Amphibie a zastavit Andriasovu invazi do Multivesmíru. V Amphibii kde vedou Sasha a Grime lidi z Wartwoodu v povstání proti Andriasovi, který je nucen použít Marcy kterou držel ve stálých nádržích. poté, co ji doslova bodl na konci finále druhé řady, aby ji udržel naživu, jako nádobu pro svého pána, entitu známou jako Core a tento plán bohužel funguje v epizodě 7.

## Obsazení

### Hlavní postavy
- Brenda Song jako Anne Boonchuy (český dabing: Terezie Taberyová)
- Justin Felbinger jako Sprig Plantar (český dabing: Ondřej Balcar)
- Amanda Leighton jako Polly Plantar (český dabing: Martina Kechnerová)
- Bill Falmer jako Hopadiah Plantar (český dabing: Martin Zahálka)

### Vedlejší postavy
- Anna Akana jako Sasha Waybright
- Tony Hale jako Lékárník Gary
- Chris Sullivan jako Gunther
- Stephen Root jako Starosta Muchomůrka
- Jack McBrayer jako Toadie
- Kirsten Johnston jako Braddock
- Matt Jones jako Percy
- Tara Lipinski a Johnny Weir jako talentoví porotci
- Diedrich Bader jako Žabák Jordan
- Kevin McDonald jako Pan Duckweed
- James Patrick Stuart jako Jednooký Wally
- Haley Tju jako Marcy Wu
- Michelle Dockeryová jako Lady Olivia
- Tress MacNeilleová jako Doris
- Keith David jako Král Andrias
- Susan Egan jako Renee Frodgers
- Kaitlyn Robrock jako Felicia Sundew
- Katie Crown jako Ivy Sundew (český dabing: René Slováčková)
- Mona Marshall jako Sylvia Sundew

## Vysílání
| Řada | Díly | Premiéra v USA    | Premiéra v USA    | Premiéra v ČR (ČT :D) | Premiéra v ČR (ČT :D) | Premiéra v ČR (Disney Channel) | Premiéra v ČR (Disney Channel) |
| Řada | Díly | První díl         | Poslední díl      | První díl             | Poslední díl          | První díl                      | Poslední díl                   |
| ---- | ---- | ----------------- | ----------------- | --------------------- | --------------------- | ------------------------------ | ------------------------------ |
| 1    | 20   | 17. června 2019   | 18. července 2019 | 2. února 2022         | 21. února 2022        | 2. března 2020                 | 27. března 2020                |
| 2    | 20   | 11. července 2020 | 22. května 2021   | 22. února 2022        | 13. března 2022       | 1. března 2021                 | 1. října 2021                  |
| 3    | 18   | 2. října 2021     | 14. května 2022   | bude oznámeno         | bude oznámeno         | 5. března 2022                 | 4. září 2022                   |